# SN 2004av
SN 2004av – supernowa typu Ia odkryta 17 marca 2004 roku w galaktyce E571-G15. W momencie odkrycia miała maksymalną jasność 15,80m.